# Kosmischer Staub

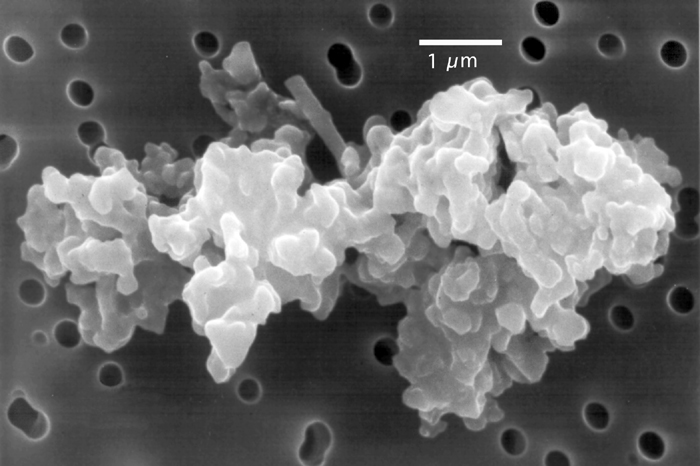
Poröses interplanetares Staubpartikel aus Chondrit

Kosmischer Staub ist Staub im Weltraum. Je nach seinem Ort bzw. Ursprung unterscheidet man
- intergalaktischen Staub
- interstellaren Staub
- interplanetaren Staub (der auf der Erde als Zodiakallicht sichtbar sein kann)
- zirkumplanetaren Staub, etwa in Planetenringen.

Zum kosmischen Staub zählen auch die Wasservorkommen im Universum in Form von fein verteiltem Wassereis (siehe auch Wassersynthese im Weltraum).
Die Erde fängt pro Jahr etwa 30.000 Tonnen kosmischen Staubs ein, der überwiegend interplanetarer Staub ist. Die insgesamt eingefangene kosmische Materie (mit Gasen) variiert zwischen etwa 150.000 und 1.000.000 Tonnen pro Jahr.